# Paradilla de la Sobarriba
Paradilla de la Sobarriba es una localidad española, perteneciente al municipio de Valdefresno, en la provincia de León y la comarca de La Sobarriba, en la Comunidad Autónoma de Castilla y León.
Situado sobre el Arroyo del Carcavón, afluente del Río Porma.
Los terrenos de Paradilla limitan con los de Navafría al norte, Santibáñez de Porma al noreste, Villimer y Villabúrbula al este, Villafañe y Puente Villarente al sureste, Villacete al sur, Sanfelismo y Arcahueja al suroeste, Valdelafuente y Corbillos de la Sobarriba al oeste y Villaseca de la Sobarriba al noroeste.
El pueblo cuenta con uno de los centros cívicos del municipio.
Perteneció a la antigua Hermandad de La Sobarriba.